# Corn Hill

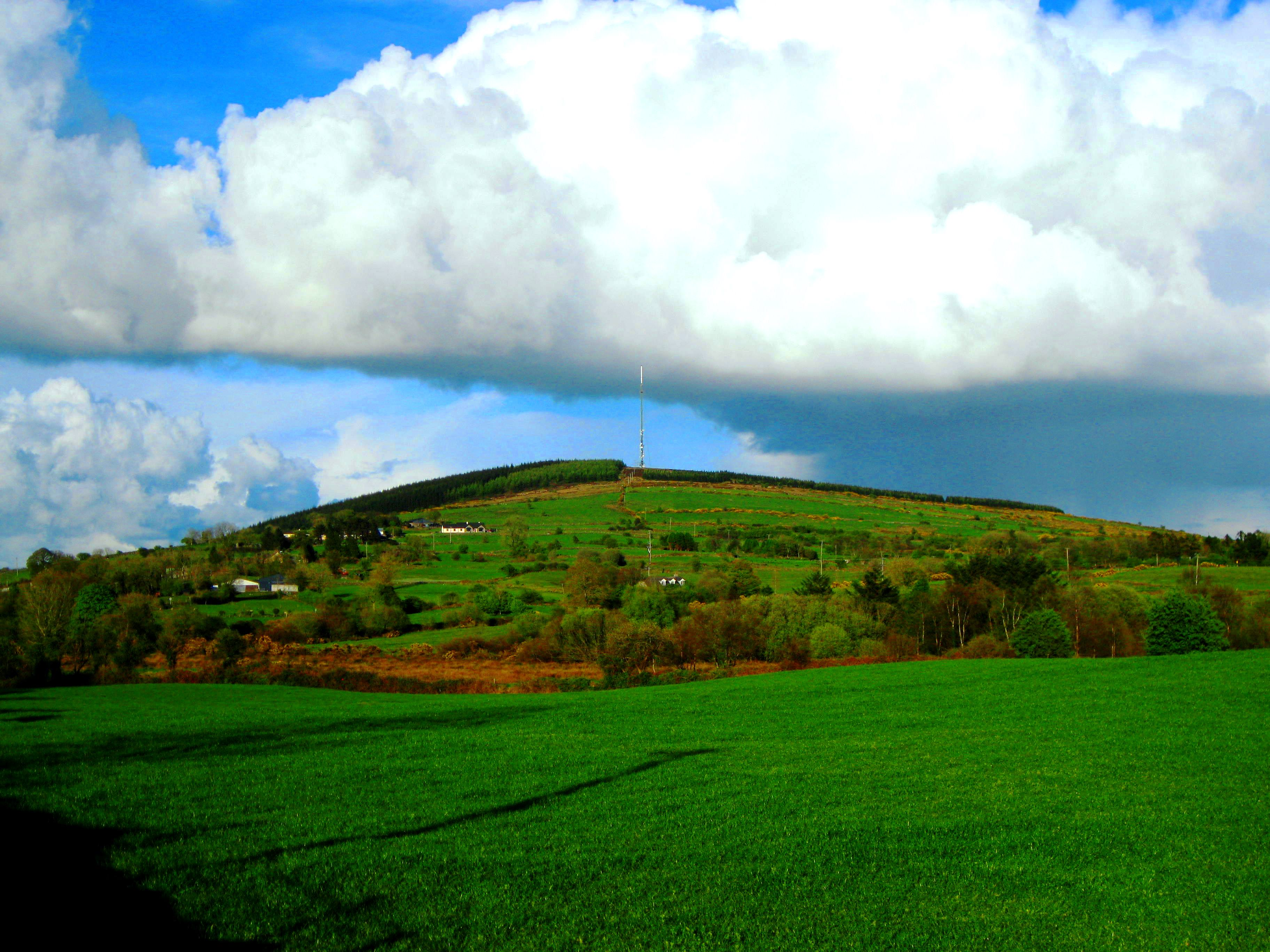
Corn Hill

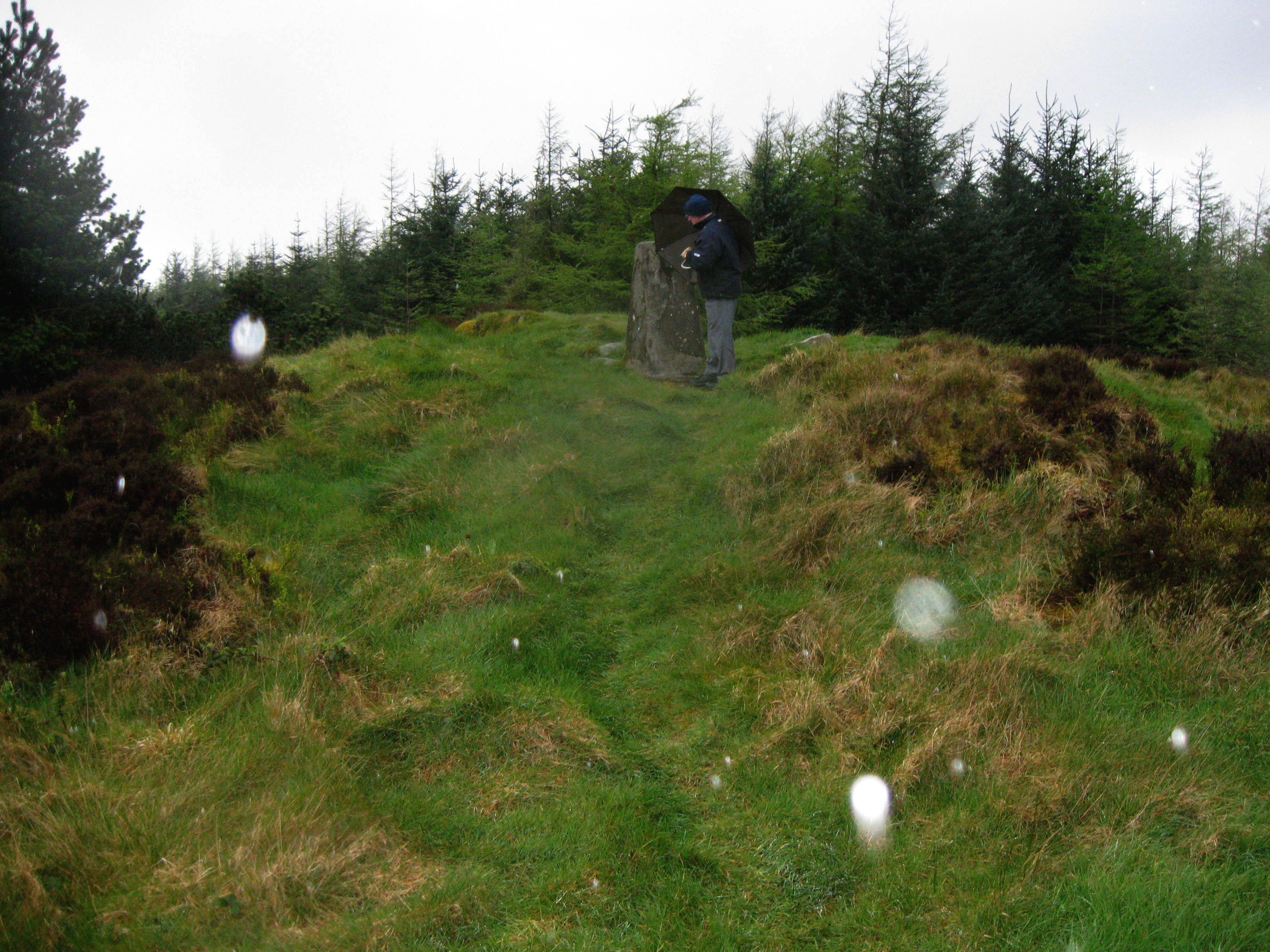
Corn Hill A

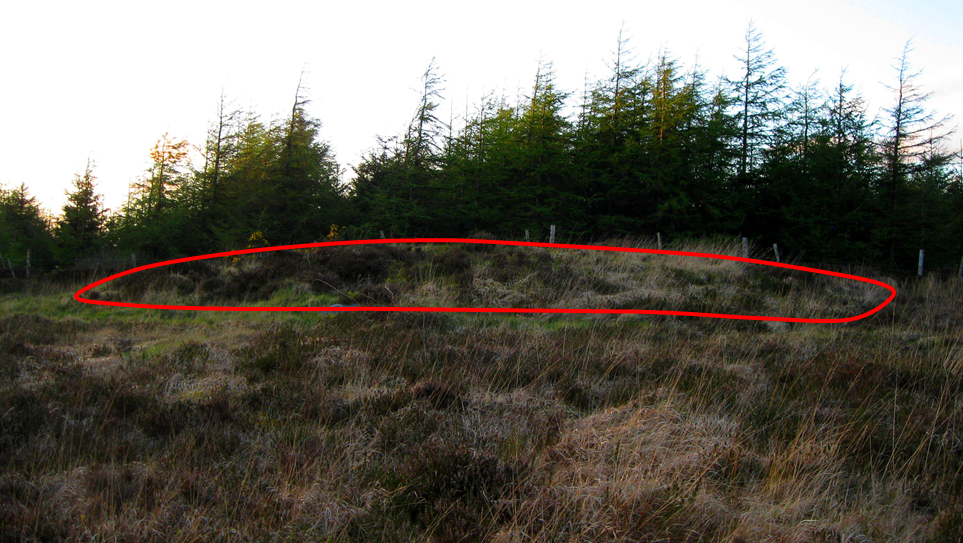
Corn Hill B

Corn Hill (auch Carn Hill oder Carn Clonhugh, irisch Carn Clainne Aodha  oder Sliabh Cairbre) ist ein 276 m ASL hoher Berg etwa 3,7 km östlich von Drumlish, nördlich von Longford im County Longford in Irland. Auf dem Corn Hill liegen die Passage Tombs A (Carn Caille) und B, sowie die Sendeanlage Cairn Hill.

## Cairns
Cairn A mit einem Durchmesser von etwa 18 m und einer Höhe von drei Metern ist das größere. Es liegt auf dem höchsten Punkt des Hügels. Der Hinweis auf diesen Cairn erfolgte 1960, als Ordnance Survey Ireland einen trigonometrischen Punkt (TP) installierte, der den Cairn teilweise beschädigte. Vor dem Einbau fand eine Ausgrabung statt, bei der in einer zentralen rechteckigen Kammer eingeäscherter Knochen geborgen wurde.
Cairn B liegt etwa 50 m nördlich von Cairn A, hat einen Durchmesser von etwa neun Metern und ist aufgrund der Torf- und Heidefläche schlecht zu erkennen.
Die Passage Tombs auf dem Cairn Hill gelten neben Carrowmore, im County Sligo, als die ältesten Irlands.
In der Nähe liegt das Portal Tomb von Aughnacliff.